# جولیا سویینی
جولیا آن سویینی (به انگلیسی: Julia Sweeney) (زاده ۱۹ اکتبر، ۱۹۵۹) یک هنرپیشه، کمدین، صداپیشه و نویسنده آمریکایی است.

## حرفه
او به خاطر نقش‌اش در ساتردی نایت لایو و اجراهای خودزندگی‌نامه مشهور است. او نقش میس‌ایز کیپر در فیلم انیمیشن استوارت کوچک و صدای بریتنی در پدر غرور را اجرا کرده‌است. از دیگر فیلم‌های او می‌توان به هر چی لازم باشه، عزیزم، بچه را بزرگ کردم، گرملین‌ها ۲، سر مخروطی‌ها و استوارت خانواده‌اش را نجات می‌دهد اشاره کرد.